# Sanguisorba armena
Sanguisorba armena är en rosväxtart som beskrevs av Pierre Edmond Boissier. Sanguisorba armena ingår i släktet storpimpineller, och familjen rosväxter. Inga underarter finns listade i Catalogue of Life.